# Old Growth Forest II
Old Growth Forest II ist ein selbstbetiteltes Album von Harris Eisenstadts Formation Old Growth Forest. Die bei einem Konzert der Gruppe in The Parlor Room in Northampton (Massachusetts) am 11. Juni 2017 entstandenen Aufnahmen erschienen im Mai 2019 auf Astral Spirits bzw. bei Monofonus Press.

## Hintergrund
Eisenstadts Quartett Old Growth Forest ging aus einem Trio hervor, das der Schlagzeuger mit Jeb Bishop (Posaune) und Jason Roebke (Bass) hatte un erweiterte, um eine Band mit dem Saxophonisten Tony Malaby zu bilden. Erste Aufnahmen der Formation wurden nach zwei Konzerten in New York im damals von John Zorn geleiteten Veranstaltungsort The Stone im September 2015 mitgeschnitten und erschienen auf dem Album Old Growth Forest 2016 bei Clean Feed Records.
Das zweite Album der Gruppe dokumentiert ein Live-Konzert, das ursprünglich nach einer einwöchigen Kanada-Tournee der Band stattfinden sollte, aber wegen zu starken Schneefalls ausfallen musste. Am 11. Juni 2017 wurde das Konzert schließlich nachgeholt. Das Ticketmodell der Veranstaltungsreihe Pioneer Valley Jazzshares in Northampton ist dergestalt, dass das Publikum eine Staffel von Konzerten im Voraus abonniert, was dazu führte, dass der Raum ausverkauft war.

## Titelliste

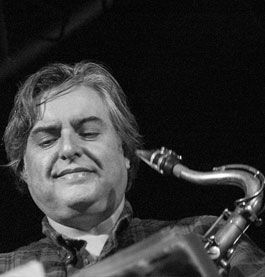
Tony Malaby 2014

- Harris Eisenstadt: Old Growth Forest II (Astral Spirits AS093), Monofonus Press MF196

1. Needles/Seedlings 	9:26
2. Rustling 	7:10
3. Pit and Mound 	8:09
4. Standing Snags 	8:21
5. Biomass 	7:32
6. Shaded Canopy 	6:14
7. Song with Owen 	5:18

- Alle Kompositionen stammen von Harris Eisenstadt.

## Rezeption
Mark Corroto zeichnete das Album in All About Jazz mit vier Sternen aus und schrieb, wie die neue Generation der Percussion-Bandleader Tyshawn Sorey und John Hollenbeck meide Eisenstadt die gewaltige Art Blakey/Tony Williams/Elvin-Jones-Herangehensweise bei seinemSchlagzeugspiel. Er hingegen ziehe es vor, wie hier bei Old Growth Forest, starke musikalische Stimmen zu sammeln und einen akelett-artigen Rahmen zu schaffen, auf dem die Improvisatoren aufbauen können. Eisenstadt vertraue den Improvisationsrichtungen, die jeder Spieler hier wählt, meint Corroto. „Jede Richtung dient dem Ganzen. Der etwas Blues-anmutende ‚Rustling‘ wird durch das organisierte Klirren der Trommeln und Roebkes Puls gespeist, der auch Bishops Posaunensolo auf ‚Pit and Mound‘ speist. Die restlichen fünf Tracks folgen einem ähnlichen Modell. Eisenstadts Kompositionen ermöglichen ein wachsendes Gespräch zwischen den Spielern. Nennen wir ihn weder Komponisten noch Schlagzeuger, sondern Jazzvermittler“, resümiert der Autor.

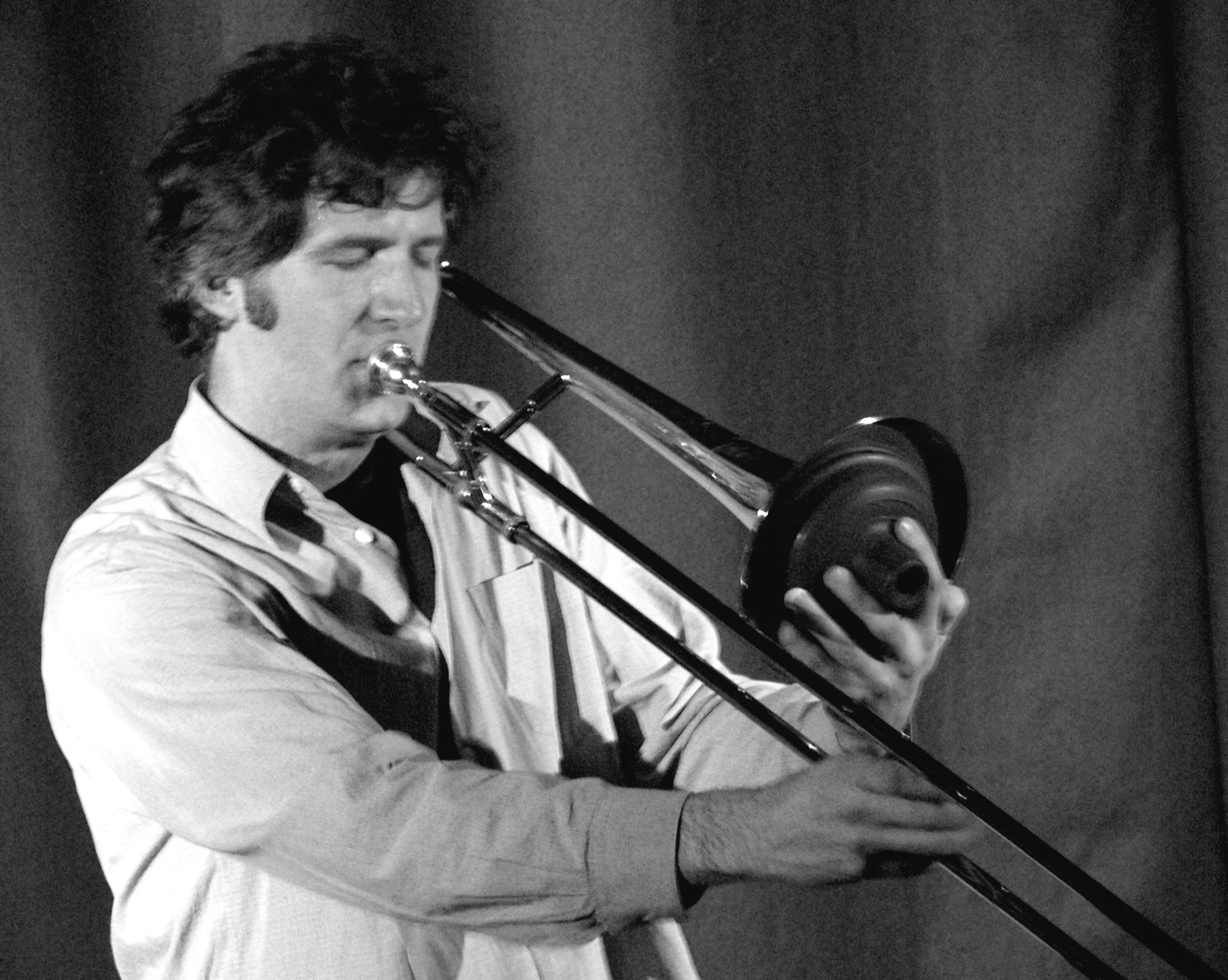
Jeb Bishop 2004

Nach Ansicht von Brad Cohan, der das Album in JazzTimes rezensierte, ist Old Growth Forest II „ähnlich packend“ wie das Vorgängeralbum, „in seinen rhythmischen Drehungen und Wendungen unvorhersehbar“, aber nahtlos fließend. Die frei schwebende Dynamik der Musik sei zum Teil Eisenstadt zu verdanken, der Führungskraft der Gruppe. Als ehemaliger Schüler von Barry Altschul beherrsche er perkussive Splatter, hart swingende Grooves und kühne Abstraktionen uneingeschränkt. Die wahre Stärke des Sets liege jedoch in seiner sympathischen Stimmung; dies sei eine synergetische Anstrengung, die vor bemerkenswerter Harmonie und mühelosem Zusammenspiel strotze, lobt der Autor.